# Gianfranco de Turris
Gianfranco de Turris, né à Rome le 19 février 1944, est un journaliste, essayiste, écrivain et historien de la littérature de la science-fiction italienne.

## Biographie
Gianfranco de Turris a été rédacteur en chef adjoint de la culture au Giornale Radio Rai où il a conçu et dirigé le programme L'Argonaute (2002-2012) et a remporté le Prix Saint-Vincent du journalisme (2004). Il a dirigé des magazines et des séries de livres, édité plusieurs centaines d'ouvrages italiens et étrangers. Il a été président du Prix Tolkien (1980-1992), et a remporté plusieurs prix de science-fiction italienne. Il a écrit une vingtaine de livres et livrets et est rédacteur en chef du magazine Antarès.
Il est par ailleurs l'un des principaux représentants de la fondation Julius Evola.

## Œuvres
Romans
- (it) Il silenzio dell’Universo, Chieti, Solfanelli, 1988.
- (it) Il vecchio che camminava lungo il mare, Chieti, Solfanelli, 1991. II ed. Chieti, Tabula Fati, 2013
- (it) Futuro anteriore, San Donato Val di Comino, Psiche e Aurora editore, 2013.
- (it) Avec  Sebastiano Fusco, Ricordi di un hobbit, Chieti, Solfanelli, 2015,  (ISBN 978-88-7475-461-8).

Essais sur la science-fiction
- (it) Avec Sebastiano Fusco, Obiettivo sugli UFO, Rome, Mediterranee, 1975.
- (it) Avec Sebastiano Fusco, Howard Philips Lovecraft, Rome, La Nuova Italia, 1979,  (ISBN 978-88-221-2398-5).
- (it) Camerata Linus, Rome, Edizioni Settimo Sigillo, 1987.
- (it) Avec Sebastiano Fusco, L'ultimo demiurgo e altri saggi lovecraftiani, Chieti, Edizioni Solfanelli, 1989,  (ISBN 978-88-7497-313-2).
- (it) Avec Sebastiano Fusco, Simbolismo della Spada, Rimini, Il Cerchio, 1990.
- (it) Il disagio della realtà, Rome, Edizioni Settimo Sigillo, 1991.
- (it) Le vie dell’Immaginario, Riva del Garda, Biblioteca civica, 1997.
- (it) Orrori di fine Millennium, Rome, Il Torchio, 1998.
- (it) Il drago in bottiglia. Mito, fantasia, esoterismo, Empoli, Ibiskos Editrice Risolo, 2007,  (ISBN 978-88-546-0188-8).
- (it) Cronache del Fantastico, Rome, Coniglio, 2009.
- (it) Avec Sebastiano Fusco, Le meraviglie dell’impossibile, Milan-Udine, Mimesis, 2016.

Essais philosophiques, politiques et culture
- (it) Politicamente scorretto, Milan, Asefi, 1996.
- (it) La dittatura occulta, Andria, Sveva, 1997.
- (it) Come sopravvivere alla modernità, Milan, Asefi, 2000,  (ISBN 978-88-86818-57-5). (II ed., Idrovolante 2015)
- (it) I non conformisti degli anni Settanta, Milan, Ares, 2003,  (ISBN 978-88-8155-259-7).
- (it) Segni dei tempi, Naples, Controcorrente, 2004,  (ISBN 978-88-89015-07-0).
- (it) Lettere non spedite, Chieti, Tabula Fati, 2009. (sous le pseudonyme de Giulio Arthos)

### Ouvrages traduits en français
- Julius Evola dans la guerre et au-delà, 1943-1951, trad. Philippe Baillet, Akribeia, Saint-Genis-Laval, 2018, 316 p.  (ISBN 978-29-13612-70-9)
- (Dir.) Ésotérisme et fascisme : Histoire, interprétations et documents, Nantes, Ars Magna, coll. "Sonnenwende", 758 p., 2023  (ISBN 978-2383560814)